# Rosanna Arquette
Rosanna Arquette (Nova York, 10 d'agost de 1959) és una actriu, realitzadora i productora estatunidenca.

## Biografia
Rosanna Arquette va viure en una comunitat hippy fins als quinze anys, edat on guanya la seva independència a Califòrnia. És allà on seguirà els seus primers cursos de teatre.
La seva carrera comença dos anys més tard a la pantalla petita, en diversos telefilms i sèries que fan que, a poc a poc, el gran públic la comenci a conèixer, després de dues curtes aparicions en què a More American Graffiti (1979) i S.O.B. (1981) de Blake Edwards.
John Sayles li ofereix el seu primer gran paper femení gràcies a la comèdia dramàtica Baby, It's You (1983), però és el cara a cara amb Madonna en la comèdia Desperately Seeking Susan (1985) que la imposa definitivament a l'escena.
El director Martin Scorsese la qualificarà com la millor comediant de la seva generació després d'haver-li confiat el paper principal d'"After Hours" (1985) i li donarà un nou paper quatre anys més tard, confrontant-la de cara a Nick Nolte a "New York Stories" (1989). El seu nom és en boca de tots, des d'aleshores és una icona als Estats Units, però tanmateix Rosanna Arquette continua funcionant amb l'instint i roman vuit mesos a Europa per rodar el gran blau (1988). Luc Besson, que l'escull havent vist el seu paper a Desperately Seeking Susan, fa d'ella una estrella internacional.
Paradoxalment, la seva carrera pren un viratge inesperat: es torna molt exigent en la tria dels seus papers, la comedianta privilegia el circuit independent i rebutja el sistema hollywoodenc. Encadenant les petites produccions i els telefilms, fa una paper memorable de drogadicta a Pulp Fiction (1994), així com una molt sensual accidentada a la carretera en el polèmic Crash (1996) de David Cronenberg.
Passa a la realització del seu primer llargmetratge, el documental Searching for Debra Winger (2002), sobre les actrius i la seva vida al si del sistema de Hollywood.

## Vida privada
És la filla de l'actor còmic Lewis Arquette i de la poetessa Mardi Arquette. És la neta de Cliff Arquette i la germana de Patricia Arquette, David Arquette, Alexis Arquette i Richmond Arquette i la cunyada de Courteney Cox, casada amb el seu germà David.
Rosanna Arquette és l'antiga companya de Steve Porcaro, membre del grup de rock Toto. Contràriament al que hom pensa, la cançó Rosanna  del quart àlbum de Toto no li és dedicada; aquesta idea ha estat desmentida nombroses vegades per cadascun dels membres del grup. És també l'antiga companya de Peter Gabriel, que es diu ha escrit la seva cançó In Your Eyes per a ella. Ha estat vista també als braços de Sir Paul McCartney després del seu divorci de Heather Mills.
Va viure a Europa amb Peter Gabriel des de 1988 a 1992. És vegetariana. Va ser cunyada de Nicolas Cage, que va estar casat amb la seva germana, Patricia Arquette.

## Filmografia
Les seves pel·lícules més destacades són:
| - More American Graffiti (1979) - Gorp (1980) - S.O.B. (1981) - The Executioner's Song (1982) - Johnny Belinda (1982) - Baby It's You (1983) - Off the Wall (1983) - L'aviador (The Aviator) (1985) - Buscant la Susan desesperadament (Desperately Seeking Susan) (1985) - Silverado (1985) - After Hours (1985) - Vuit milions de maneres de morir (8 Million Ways to Die) (1986) - Una noia amb seny (1986) - Amazon Women on the Moon (1987) - El gran blau (Le grand bleu) (1988) - New York Stories (1989) - Black Rainbow (1989) - Dolça venjança (Sweet Revenge) (1990) - Almost aka. Wendy Cracked a Walnut (1990) - El vol de l'Intruder (Flight of the Intruder) (1991) - Son of the Morning Star (TV) (1991) - Encadenadament teva (The Linguini Incident) (1991) - Radio Flyer (1992) - Fathers & Sons (1992) - Fals culpable (1993) - Sense escapatòria (Nowhere to Run) (1993) - Pulp Fiction (1994) - Search and Destroy (1995) - Crash (1996) - White Lies (1996) - Vive le cinéma! (1996) - Gone Fishin' (1997) - Fals testimoni (Deceiver) (1997) - Do Me a Favor (1997) - Gun (1997) - Buffalo '66 (1998) - Hope Floats (1998) - Floating Away (1998) - Hell's Kitchen (1998) - T'estic perdent (I'm Losing You) (1998) - Fait Accompli (1998) - Homeslice (1998) - Sugar Town (1999) - Palmer's Pick Up (1999) | - Pigeonholed (1999) - Interview with a Dead Man (1999) - Falses aparences (The Whole Nine Yards) (2000) - Massa carn (Too Much Flesh) (2000) - Things Behind the Sun (2001) - La bruta història de Joe Porc (Joe Dirt) (2001) - Big Bad Love (2001) - Consellera matrimonial (Good Advice) (2001) - Diary of a Sex Addict (2001) - Rush of Fear (2002) - Dead Cool (2004) - Will & Grace (2004-2005) (estrella convidada en episodis) - The L Word (2004-2006) - Malcolm in the Middle (2005) (estrella convidada en un episodi) - What About Brian (2006) - Grey's Anatomy (2006) (estrella convidada en un episodi) - I-See-You.Com (2006) - Battle for Terra (2007) - Medium (sèrie) (2008) - Ball Don't Lie (2008) - Nick Nolte: No Exit (2008) - Repo Chick (2009) - American Pie Presents: The Book of Love (2009) - Inhale Dr. Rubin (2010) - Convincing Clooney (2011) - The Divide (2011) - Exodus Fall (2011) - Peace, Love & Misunderstanding (2011) - Hardflip (2012) - Draft Day (2014) - Asthma (2014) - Larry Gaye: Renegade Male Flight Attendant (2015) - Kill Your Friends (2015) - Frank & Lola (2016) - Lovesong (2016) - Maya Dardel (2017) - SPF-18 (2017) - Billionaire Boys Club (2018) - The Etruscan Smile (2018) - Octavio Is Dead! (2018) - Lost Transmissions (2019) |

## Premis i nominacions

### Premis
- 1986: BAFTA actriu a la millor actriu secundària per Desperately Seeking Susan
- 1989: Festival de Sitges Millor actriu per Black Rainbow

### Nominacions
- 1987: BAFTA actriu a la millor actriu secundària per After Hours
- 1986: Globus d'Or a la millor actriu musical o còmica per Desperately Seeking Susan